# Ľudmila Králiková
Ľudmila Králiková, coniugata Gajdošová (Bratislava, 31 dicembre 1953), è un'ex cestista cecoslovacca.

## Carriera
Con la Cecoslovacchia ha disputato i Giochi olimpici di Montréal 1976 e i Campionati europei del 1976.